# Keveša
Keveša ili Kovaš (mađ. Villánykövesd, nje. Gowisch) je selo u južnoj Mađarskoj.
Zauzima površinu od 7,49 km četvornih.

## Zemljopisni položaj
Nalazi se na 45° 52' 56" sjeverne zemljopisne širine i 18° 25' 31" istočne zemljopisne dužine. 
Plakinja je 2 km sjeverozapadno, Ivanj je 1,5 km sjeverno-sjeverozapadno, Jakobovo je 500 m sjeverno, Pócsa je 3 km sjeveroistočno, Marok je 4 km, a Viljan je 500 m istočno, Madžarboja je 2 km jugoistočno. Južno se nalaze brdo Szársomlyó i Fekete-hegy.

## Upravna organizacija
Upravno pripada Šikloškoj mikroregiji u Baranjskoj županiji. Poštanski broj je 7772.

## Povijest
Malo naselje iz doba Arpadovića se prvi put spominje u dokumentima iz 1290. pod imenom Kuestd, 1291. kao Kuesd, 1352. kao Kwesdnéven.
Jedno je vrijeme bilo posjedom palatinova sina Lőrinca Keménya.

## Kultura
- vinski podrumi
- festival pjesme

## Promet
Kroz selo prolazi prolazi željeznička pruga Pečuh – Viljan – Mohač.

## Stanovništvo
Kovaš (Keveša) ima 322 stanovnika (2001.). Mađari su većina. Nijemci čine 15,1% stanovnika i u selu imaju manjinsku samoupravu. 80,6% stanovnika su kalvinisti, 11% je rimokatolika.

## Vanjske poveznice
- (mađ.) Légifotók Villánykövesdről
- Keveša (Kovaš) na fallingrain.com